# Vizio di famiglia
Vizio di famiglia (It Runs in the Family) è un film del 2003 diretto da Fred Schepisi.
La pellicola coinvolge tre generazioni della famiglia Douglas, ovvero Kirk Douglas, suo figlio Michael Douglas e il figlio di quest'ultimo Cameron Douglas.

## Trama
La storia ruota attorno a tre generazioni di una famiglia newyorkese di successo, ciascuno con una serie di problemi in cui vengono evidenziati i delicati rapporti tra padre e figlio.
Il patriarca Mitchell Gromberg affronta i suoi problemi di salute, dopo essere stato colpito da un ictus, il figlio Alex è un avvocato che lavora nella società fondata dal padre che cerca di affrontare nel migliore dei modi i suoi numerosi ruoli, marito, figlio e padre.
Il figlio maggiore di Alex, Asher, prende poco sul serio gli studi e sembra non trovare una sua strada, l'unico della famiglia a dimostrare una certa maturità è Eli, il figlio minore di Alex, che nonostante la sua intelligenza vive con difficoltà il passaggio dall'infanzia all'adolescenza.

## Produzione
Kirk Douglas, come il suo personaggio nel film, fu realmente colpito da un ictus nel 1996. Come produttore del film, Michael Douglas ha espressamente voluto che la madre Diana Dill facesse parte del cast; inoltre per il ruolo di sua moglie nel film scelse Bernadette Peters, nonostante la scelta iniziale del regista fosse Sigourney Weaver.